# Adipinsäuredimethylester
Adipinsäuredimethylester ist eine chemische Verbindung aus der Gruppe der Carbonsäureester.

## Vorkommen
Der Fransenflügler Echinothrips americanus nutzt Adipinsäuredimethylester und Glutarsäuredimethylester als Pheromon.

## Gewinnung und Darstellung
Adipinsäuredimethylester kann durch Veresterung von Adipinsäure mit Methanol oder durch Hydroveresterung von Butadien mit einem Cobaltkatalysator gewonnen werden.

## Eigenschaften

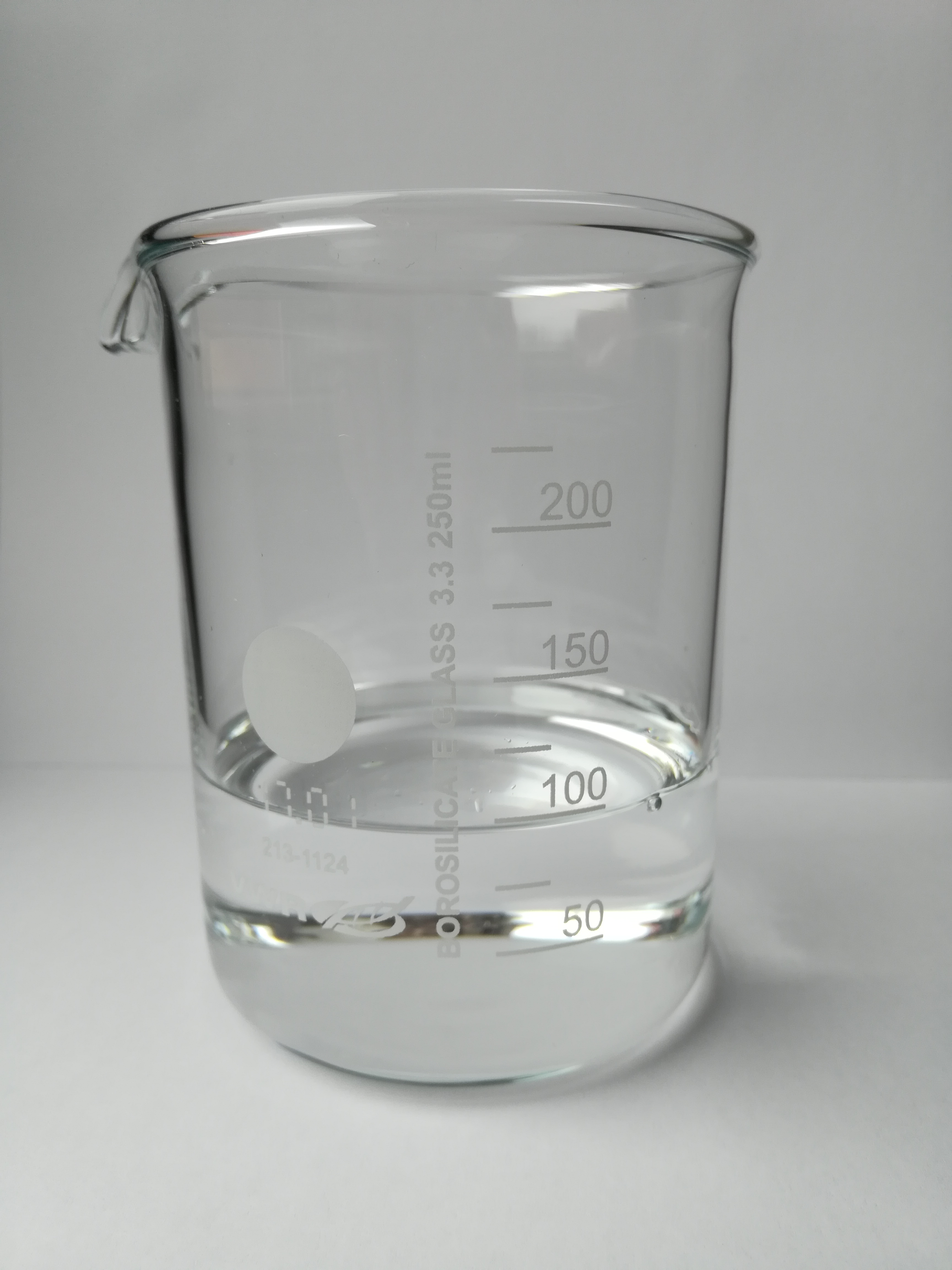
Adipinsäuredimethylester

Adipinsäuredimethylester ist eine brennbare, schwer entzündbare, farblose Flüssigkeit mit süßlichem Geruch. Angaben in der Literatur, nach denen Dimethyladipat in Wasser schwer löslich sei, sind wahrscheinlich falsch. Es gibt allerdings eine große Breite an weiteren Angaben zwischen 6 g/l, 14 g/l (bei 25 °C) und 25 g/l (bei 20 °C).

## Verwendung
Adipinsäuredimethylester wird in der Kosmetik als Weichmacher und für die Hautkonditionierung verwendet. Es wird auch in Agrochemikalien und Farbstoffen sowie als Vorläufer für die Herstellung von pharmazeutischen Wirkstoffen und als Bestandteil von Dibasischem Ester eingesetzt.